# Mertensia mexicana
Mertensia mexicana är en strävbladig växtart som beskrevs av Louis Otho Otto Williams. Mertensia mexicana ingår i släktet fjärvor, och familjen strävbladiga växter. Inga underarter finns listade i Catalogue of Life.